# Aleksander Mihajlovič Butlerov
Aleksander Mihajlovič Butlerov (rusko Алекса́ндр Миха́йлович Бу́тлеров), ruski kemik, * 15. september (3. september, ruski koledar) 1828, Čistopolj, Kazanska gubernija, Ruski imperij (sedaj Rusija), † 17. avgust (5. avgust) 1886, Butlerovka, Kazanska gubernija, Ruski imperij (sedaj Rusija).
Butlerov je bil kemik, avtor teorije o kemijski zgradbi v organski kemiji.
Odkril je formaldehid (1855), zasnoval teorijo o kemijski zgradbi v organski kemiji, uvedel strukturno formulo in dvojno vez (1857-1861), odkril sintezo Butlerova sladkorja (1861), opisal sekundarne in terciarne alkohole (1862), sintetiziral terciarni butanol, odkril tavtomerijo (1862-1864) in drugo.

## Priznanja

### Poimenovanja
Po njem se imenuje udarni krater Butlerov na Luni.